# 엔소닉
엔소닉(Ensoniq)은 1980년대 중반부터 1990년대 사이 잘 알려진 미국의 과거의 전자 악기 기업이다. 주로 샘플러와 신디사이저를 포함한 악기를 제작했다.

## 역사
1983년 봄, 전 MOS 테크놀로지 엔지니어인 로버트 "밥" 야네스, 브루스 크로켓, 찰스 윈터블, 데이비드 지엠비키 및 Al 샤르팡티에가 페리퍼럴 비전스(Peripheral Visions)를 결성했다. 팀은 코모도어 64를 설계했으며 또 다른 컴퓨터를 만들기를 희망했다. 자금을 조달하기 위해 페리퍼럴 비전스는 아타리 2600용 컴퓨터 키보드를 만드는 데 동의했지만 1983년의 비디오 게임 충돌로 인해 프로젝트가 취소되었고 코모도어는 새 회사가 키보드 프로젝트를 소유하고 있다고 주장하며 소송을 제기했다. 엔소닉으로 이름을 바꾼 이 새로운 회사는 대신 음악 신디사이저를 설계했다.
엔소닉은 Mirage와 ESQ-1의 성공으로 향후 몇 년 동안 빠르게 성장했다. 펜실베이니아 주 그레이트 밸리에 있는 공장에는 약 200명의 직원이 근무하고 제조 시설을 갖추고 있었다. 그 뒤를 이어 자체적으로 개발된 음악 및 효과용 완전 맞춤형 IC가 포함된 수많은 성공적인 제품이 탄생했다. 핵심 키보드 제품은 일반적으로 성공했지만 일부 품질 문제가 있었고 아시아 기업과의 경쟁이 심화되었다. 보청기로 사업을 다각화하려는 시도는 성공하지 못했고 회사는 재정적 위험에 빠졌다. 90년대 중반에 그들은 수백만 대를 판매한 매우 비용 효과적인 사운드 카드 라인을 개발했다.
1998년 1월 엔소닉은 크리에이티브 테크놀로지에 7,700만 달러에 인수되었다. 이번 인수는 엔소닉 오디오-PCI의 사운드 카드 기술에 중점을 두었다. 경영난에 있던 뮤지컬 사업부가 E-mu 시스템즈와 합병되어 크리에이티브의 E-Mu/엔소닉 사업부가 탄생했다. 다음 3년 동안 펜실베니아의 엔소닉 사업장은 점차적으로 해체되어 폐쇄되었다. 2002년에 보급형 E-mu MK6/PK6 및 엔소닉 헤일로 키보드(기본적으로 프로테우스 2500 모듈의 키보드 버전)를 출시한 후 E-Mu/엔소닉 사업부는 해체되었고 레거시 제품에 대한 지원은 곧 중단되었다.

## 악기 및 디지털 시스템

### 주요 제품 연표

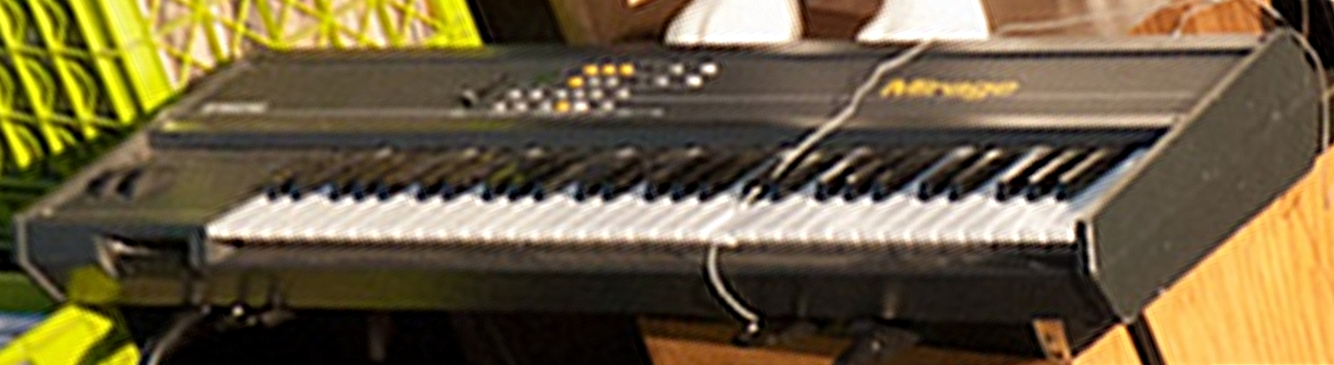
Mirage DSK-8 (1985)

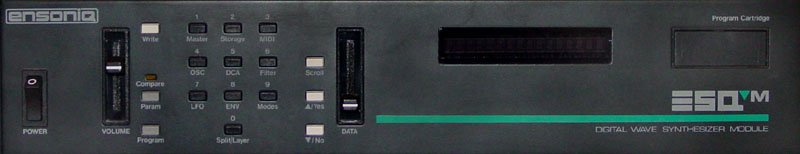
ESQ-M (1986)

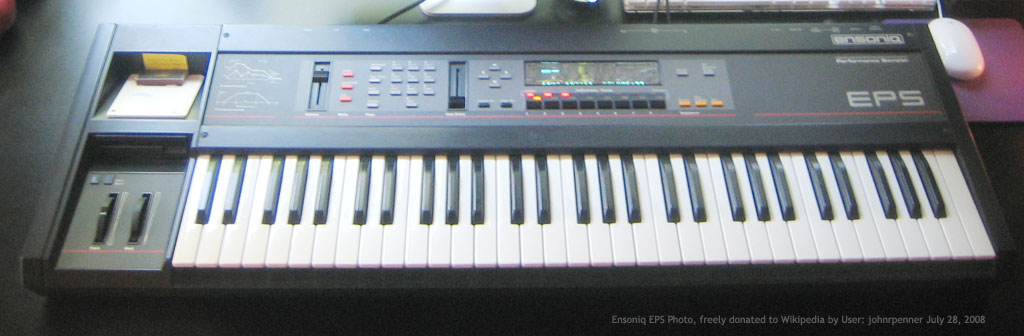
EPS (1988)

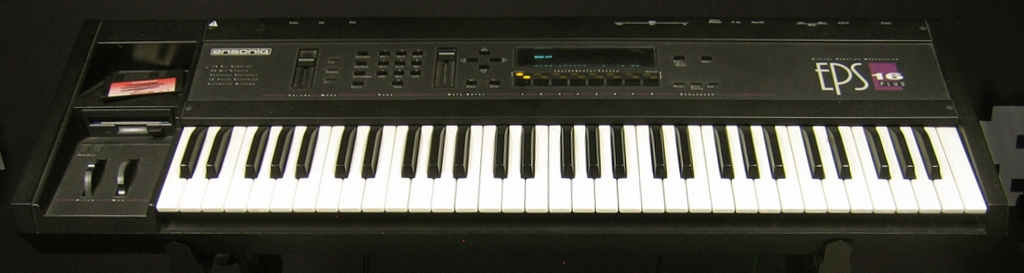
EPS-16+ (1991)

- 1985 - Ensoniq Mirage
- 1986 - Ensoniq ESQ-1
- 1986 - Ensoniq SDP-1 Sampled Digital Piano
- 1988 - Ensoniq SQ-80
- 1988 - Ensoniq EPS
- 1989 - Ensoniq EPS-M
- 1989 - Ensoniq VFX
- 1990 - Ensoniq SQ-1
- 1990 - Ensoniq SQ-2
- 1990 - Ensoniq SQ-R, later Ensoniq SQ-R plus
- 1990 - Ensoniq EPS 16 Plus
- 1990 - Ensoniq SD-1
- 1992 - Ensoniq KS-32
- 1992 - Ensoniq ASR-10

- 1993 - Ensoniq TS 10
- 1993 - Ensoniq DP/4
- 1995 - Ensoniq DP/2
- 1995 - Ensoniq DP/4+
- 1996 - Ensoniq MR61
- 1996 - Ensoniq KT-76 Ensoniq KT-88
- 1997 - Ensoniq ASR X
- 1997 - Ensoniq E Prime

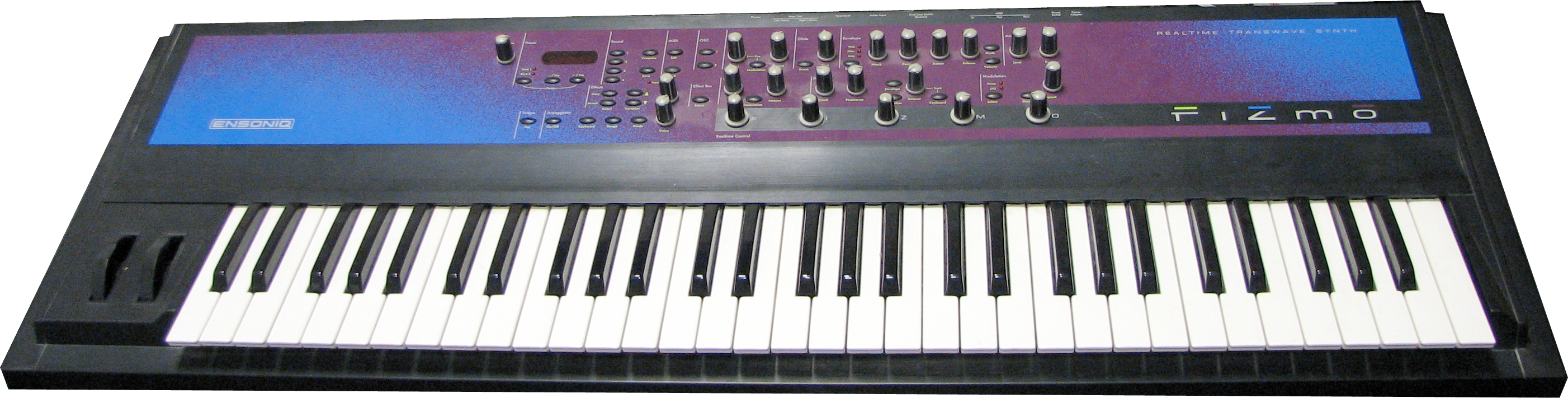
Fizmo (1998)

- 1998 - Ensoniq Fizmo
- 1998 - Ensoniq ZR-76
- 1998 - Ensoniq ASR X Pro
- 1998 - Ensoniq PARIS Digital Audio Workstation
- 2002 - Ensoniq Halo (E-mu product using Ensoniq brand)